# 65-ös busz (Budapest)
A budapesti 65-ös jelzésű autóbusz Budapest III. kerületében a Kolosy tér és a Szépvölgyi dűlő között közlekedik. Fenyőgyöngye és Szépvölgyi dűlő között hétvégén csak igény esetén jár. Egyéb időszakokban a teljes vonalon jár. A viszonylatot a Budapesti Közlekedési Zrt. üzemelteti. A járműveket az Óbudai autóbuszgarázs állítja ki. A járaton engedélyezett a kerékpárszállítás.

## Története
A Bécsi út és Fenyőgyöngye között 65-ös jelzésű autóbuszok 1961. augusztus 21-én váltották le a korábbi H jelzésű buszokat. 1962. május 6-án 165-ös jelzéssel gyorsjárat is indult az Akácfa utca és a Fenyőgyöngye között a Rákóczi út–Deák tér–Marx tér–Margit híd–Árpád fejedelem útja–Lajos utca–Szépvölgyi út útvonalon. Kalauzok nélkül, csak munkaszüneti napokon járt és a két végállomás között nem állt meg. Az utasok kérésére már június 16-án több megállóhelyet szolgált ki, illetve kalauzok is szolgáltak a buszokon. Kihasználatlanság miatt 1962. november 7-én megszüntették a gyorsjáratot. 1963. május 13-án 65Y jelzéssel indult buszjárat a Szépvölgyi út és Mátyás-hegy (Bányászati Kutató Intézet) között, igazodva az Intézet munkarendjéhez. Június 16-án újra forgalomba helyezték a 165-ös gyorsjáratot, korábbi útvonalán és megállási rendjével, majd nyár végén, augusztus 25-én újra megszűnt. 1965. június 7-én a 65Y jelzésű járatot meghosszabbították a Remetehegyi útig. 1967. november 13-án 65A jelzésű időszakos betétjárat indult a Bécsi út és a Szélvész utca között. 1975. szeptember 15-én átadták az új Kolosy téri végállomást, a 65-ös, 65A és 65Y járatok is innen indultak. 1977. január 1-jén a járatátszervezések a 65-ös vonalcsoportot is érintették, a 65Y busz a 165-ös jelzést kapta. 1982. augusztus 1-jén módosult a Kolosy téren végállomásozó buszok közlekedési rendje, csúcsidőben a HÉV-átszállás biztosítása érdekében a járatok a Szépvölgyi út HÉV-állomás mellett fordultak vissza. (Ez a rendszer 1991. július 31-én szűnt meg.) 1984. szeptember 30-án a 65A jelzésű betétjáratot megszüntették. 1985. február 1-jén megszűnt a Hármashatár-hegyre járó H jelzésű busz, helyette 129-es jelzéssel indítottak buszt a Fenyőgyöngyétől a Hármashatár-hegyre. Ez a járat 1987. január 1-jén átadta szerepét a Hármashatár-hegyig hosszabbított 65-ös busznak, aminek korábbi útvonalán 65A jelzésű betétjáratot is indítottak. 1996. március 1-jén megszűnt a 65A betétjárat, és a 65-ös végállomását a Fenyőgyöngyéhez helyezték vissza. A Hármashatár-hegyre azóta sem közlekedik autóbuszjárat. 2010. március 29-én a 65-ös és 165-ös vonalakon bevezették az első ajtós felszállási rendet.
2014. október 1-jén a 65-ös busz útvonalát meghosszabbították a Szépvölgyi dűlőig, korábbi útvonalán újraindult a 65A jelzésű betétjárat. Az új szakaszon csúcsidőn kívül előre jelzett igény esetén közlekedik.
2023. szeptember 1-jétől munkanapokon fix menetrend alapján, bejelentés nélkül is közlekedik, hétvégente Telebusz-rendszer van érvényben.

## Járművek
A vonalon Ikarus 415-ös típusú buszok közlekedtek 2010. március 29-éig. Ezután Ikarus 260-as buszok jártak a vonalon. 2012. május 1-jétől Mercedes-Benz Citaro alacsony padlós buszok is közlekednek a vonalon. Jelenleg csak alacsonypadlós buszok közlekednek.

## Útvonala
| Szépvölgyi dűlő felé                                                                      |
| Kolosy tér vá. – Szépvölgyi út – Virág Benedek utca – Szépvölgyi út – Szépvölgyi dűlő vá. |
| Kolosy tér felé                                                                           |
| Szépvölgyi dűlő vá. – Szépvölgyi út – Virág Benedek utca – Szépvölgyi út – Kolosy tér vá. |

## Megállóhelyei
Az átszállási kapcsolatok között a 65A jelzésű betétjárat nincsen feltüntetve, amely a Kolosy tér és Fenyőgyöngye között közlekedik.
| 0                                                                                      | Kolosy tér végállomás                                 | 10 | 9, 29, 111, 165 17, 19, 41 |
| 0                                                                                      | Ürömi utca                                            | 8  | 29, 111, 165               |
| 1                                                                                      | Folyondár utca (↓) Folyondár utca (Szépvölgyi út) (↑) | 7  | 165                        |
| 2                                                                                      | Virág Benedek utca (↓) Szépvölgyi út (↑)              | 6  |                            |
| 3                                                                                      | Szélvész utca                                         | 5  |                            |
| 4                                                                                      | Pál-völgyi cseppkőbarlang                             | 4  |                            |
| 5                                                                                      | Nyereg út                                             | 3  |                            |
| 5                                                                                      | Fenyőgyöngye                                          | 2  |                            |
| A Fenyőgyöngye–Szépvölgyi dűlő szakaszon hétvégi napokon csak igény esetén közlekedik. |                                                       |    |                            |
| 7                                                                                      | Szépvölgyi köz                                        | 2  |                            |
| 8                                                                                      | Selyemakác utca                                       | 1  |                            |
| 9                                                                                      | Szépvölgyi dűlő végállomás                            | 0  |                            |